# Tsjoekovo (Gabrovo)
Tsjoekovo (Bulgaars: Чуково) is een dorp in centraal-Bulgarije. Het dorp is gelegen in de gemeente Drjanovo, oblast Gabrovo. Het dorp ligt hemelsbreed ongeveer 17 km ten noordoosten van Gabrovo en 173 km ten noordoosten van de hoofdstad Sofia.

## Geschiedenis
Tot 1951 heette het dorp Tapanari (Bulgaars: Тъпанари).

## Bevolking
Op 31 december 2020 telde het dorp Tsjoekovo 16 inwoners, een stijging van 5 personen ten opzichte van de officiële volkstelling van 2011. Het aantal inwoners vertoonde echter jaren lang een dalende trend: in 1934 woonden er nog 176 personen in het dorp.
| Bevolkingsontwikkeling tussen 1934 en 2020          |
| --------------------------------------------------- |
|                                                     |
| Bron: Nationaal Statistisch Instituut van Bulgarije |

Het dorp wordt uitsluitend bewoond door etnische Bulgaren.
| Etnische samenstelling van de respondenten (2011) | Etnische samenstelling van de respondenten (2011) | Etnische samenstelling van de respondenten (2011) | Etnische samenstelling van de respondenten (2011) | Etnische samenstelling van de respondenten (2011) |
| ------------------------------------------------- | ------------------------------------------------- | ------------------------------------------------- | ------------------------------------------------- | ------------------------------------------------- |
|                                                   |                                                   |                                                   |                                                   |                                                   |
| Bulgaren                                          | Bulgaren                                          |                                                   | 100,0%                                            | 100,0%                                            |
| Turken                                            | Turken                                            |                                                   | 0,0%                                              | 0,0%                                              |
| Roma                                              | Roma                                              |                                                   | 0,0%                                              | 0,0%                                              |
| Anders/Onbekend                                   | Anders/Onbekend                                   |                                                   | 0,0%                                              | 0,0%                                              |